# ويليام دبليو. ألين
ويليام دبليو. ألين (بالإنجليزية: William W. Allen)‏ هو سياسي أمريكي، ولد في 7 يونيو 1908 في الولايات المتحدة، وتوفي في 20 يونيو 1992 في داندي في الولايات المتحدة. حزبياً، نشط في الحزب الجمهوري. وقد انتخب عضو مجلس نواب بنسيلفانيا.